# سامسونج جالكسي A
سامسونج جالكسي A، (بالإنجليزية: Samsung Galaxy A)‏ هو هاتف ذكي يعمل بنظام أندرويد أنتجته سامسونج في أيار من العام 2010.

## المواصفات

### الشاشة
الشاشة بقياس 3.7 بوصات، ودقة عرض 800x480 بكسل وكثافة 252 بكسل في البوصة الواحدة، أما تقنية العرض فهي سوبر أموليد، كما أن الشاشة تدعم تقنية اللمس المتعدد. من ميزات الشاشة جهاز قياس التسارع الذي يتجاوب مع ميلان الشاشة، وجهاز قياس البعد.

### نظام التشغيل والمعالجة والذاكرة
نظام التشغيل في الجهاز هو أندرويد من الإصدار 2.1، والمعالج من نوع تي آي أوماب بسرعة 720 ميجاهرتز ومعالج الرسوميات من نوع (باور في آر إس جي إكس 530)، الذاكرة الداخلية للجهاز بسعة 1 جيجابايت وذاكرة الرام بسعة 384 ميجابايت، ويمكنه استقبال ذاكرة خارجية حتى سعة 32 جيجابايت.

### الكاميرا
الكاميرا الخلفية للجهاز بدقة 5 ميجابكسل، مع فلاش LED، ودقة تصوير الفيديو 720 بكسل (HD)، أما الكاميرا الأمامية فبدقة 0.3 ميجابكسل ولدى الكاميرا تقنية التركيز الآلي وتحديد الوجه.

### الصوتيات
نظام الوسائط المتعددة في الجهاز هو Android media player، ويستقبل صيغا للملفات مثل: إم بي 3 وMP4 وWAV وWMV، والجهاز قادر على تسجيل الأصوات.

### الإنترنت
متصفح الإنترنت في الجهاز هو Android Browser، ويمكن للجهاز الاتصال بشبكة الواي فاي، ومن تقنيات التراسل: MMS.

### الاتصال
جيل الاتصالات في الجهاز هو الثالث والنصف، ويمكن له الاتصال هاتفيا بطريقة الفيديو، واليو إس بي من الإصدار الثاني، أما تقنية البلوتوث فهي من الإصدار 2.1.

### جسم الجهاز
الجهاز مغلف بطبقة من زجاج غوريلا، الإصدار الأول. أما أبعاد الجهاز فهي: 12.5 مليمتر سمكا، و59.8 مليمتر عرضا، و119.5 مليمتر طولا، وكتلة الجهاز 128 غرام.

### باقي المواصفات
سعة البطارية في الجهاز 1500 ملي أمبير، وهو غير قادر على تشغيل راديو إف إم، ومدخل سماعة الرأس قطره 3.5 مليمتر.